# Letitia Chitty

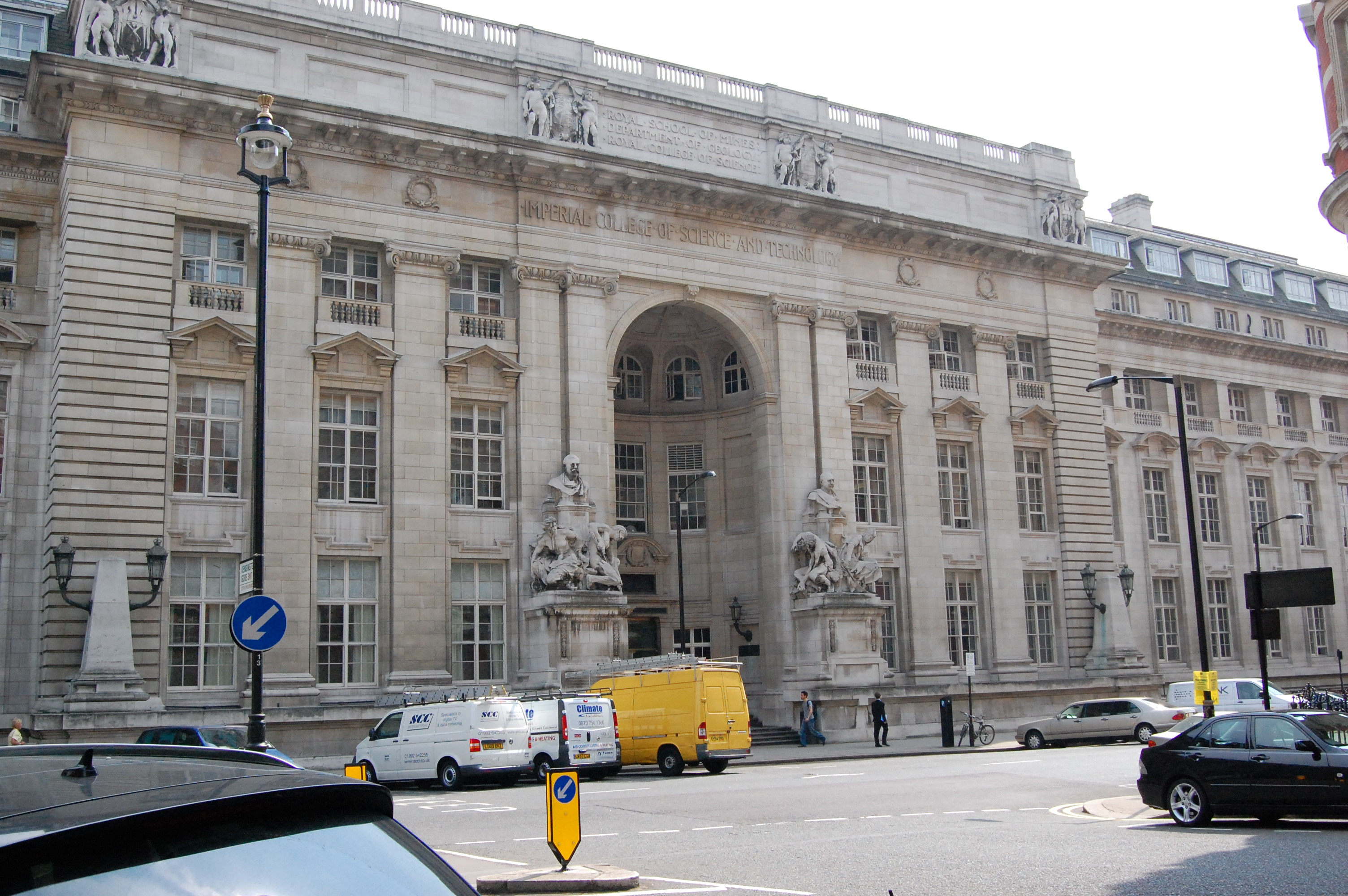
Imperial College, Londres, donde trabajó Chitty

Letitia Chitty (15 de julio de 1897-29 de septiembre de 1982) fue una reputada ingeniera analítica estructural inglesa. Abrió campos profesionales a las mujeres ingenieras en Gran Bretaña, siendo la primera becaria de la Royal Aeronautical Society y la primera mujer receptora de la Medalla Telford.

## Educación
Chitty mostró gran talento matemático en su adolescencia. Durante la Primera Guerra Mundial, cuando aún era estudiante de matemáticas, fue reclutada para trabajar con Alfred Pippard en el Departamento Aéreo del Almirantazgo. Posteriormente cambió de orientación e inició estudios de ingeniería. Se graduó en el Newnham College de Cambridge con honores de primera clase en las pruebas de acceso de ciencias mecánicas en 1921, siendo la primera mujer en hacerlo.

## Carrera temprana
Su carrera inicial se centró en analizar las tensiones de los armazones, las aeronaves y las estructuras en ingeniería civil, inicialmente con el Departamento Aéreo del Almirantazgo y luego, después de graduarse, en el Ministerio del Aire, con Richard Southwell y Alfred Pippard.

### Trabajo con Tarrant Tabor
W. G. Tarrant, anteriormente un comerciante de madera, diseñó un bombardero masivo al final de la Primera Guerra Mundial, el Tarrant Tabor. El diseño original del biplano tuvo que ser modificado a triplano para acomodar más motores, y se le pidió al Departamento de Aire del Almirantazgo que verificara su resistencia estructural. Chitty recibió esta tarea.
En sus propias palabras:

"El Sr. Tarrant era un comerciante de madera inspirado, que soñaba con un super-Sopwith Camel. No tenía ninguna posibilidad. Era demasiado grande, demasiado pesado - no fue su culpa, pero el abeto de grado A para entonces ya se había acabado y tenía que construirse con madera blanca americana (tulipán). En mi idioma, 3.500 en lugar de 5.500 lb/pulgada cuadrada."

Trágicamente, su análisis matemático no fue atendido. El avión se estrelló durante su primer despegue, desde la base de la RAF en Farnborough el 26 de mayo de 1919, matando a ambos pilotos e hiriendo gravemente a las otras seis personas a bordo.

## Carrera posterior
Chitty pasó a trabajar en el Imperial College en 1934, donde permaneció por el resto de su carrera, inicialmente especializándose en tensiones estructurales en aviones. Durante la década de 1930, formó parte de un grupo que analizó el choque de la aeronave R58 y publicó varios documentos del Ministerio del Aire sobre el estrés y las tensiones en las estructuras de la aeronave. Fue uno de los primeros miembros de la Sociedad de Mujeres Ingenieras.
Su trabajo durante la Segunda Guerra Mundial incluyó la investigación de las tensiones en los cascos de los submarinos bajo el ataque de cargas de profundidad, y de los cables extensibles y bloques de poleas para los globos de barrera, por encargo del Director de Investigación Científica del Almirantazgo británico y del Ministerio de Suministros. Sus intereses de investigación posteriores incluyeron arcos y presas, en particular, el Dukan Dam en Irak, participando en un simposio internacional sobre presas arco en 1968.
Inicialmente asistente de investigación en el Imperial College, Chitty se convirtió en profesora en 1937 y se retiró en 1962. Fue la primera mujer miembro de la Royal Aeronautical Society (FRAES), el tercer miembro corporativo de la Institución de Ingenieros Civiles y la primera mujer en ser nombrada para un Comité técnico del ICE, en 1958. Recibió cuatro medallas del Premio Telford por trabajos escritos con Pippard, y en 1969 se convirtió en la primera mujer en recibir la Medalla de Oro de Telford.
Viajó mucho y publicó en 1948 un libro, titulado "Abroad. An alphabet of Flowers" (Afuera. Un alfabeto de Flores), con sus propios dibujos y notas sobre sus vacaciones.
En su testamento, dejó un legado al Imperial College, que le dedicó la sala de lectura de la Biblioteca. El Imperial College también presenta un Premio conmemorativo del Centenario de Letitia Chitty, mientras que el Newnham College otorga el Premio Letitia Chitty de ingeniería.